# Maciej Ganczar

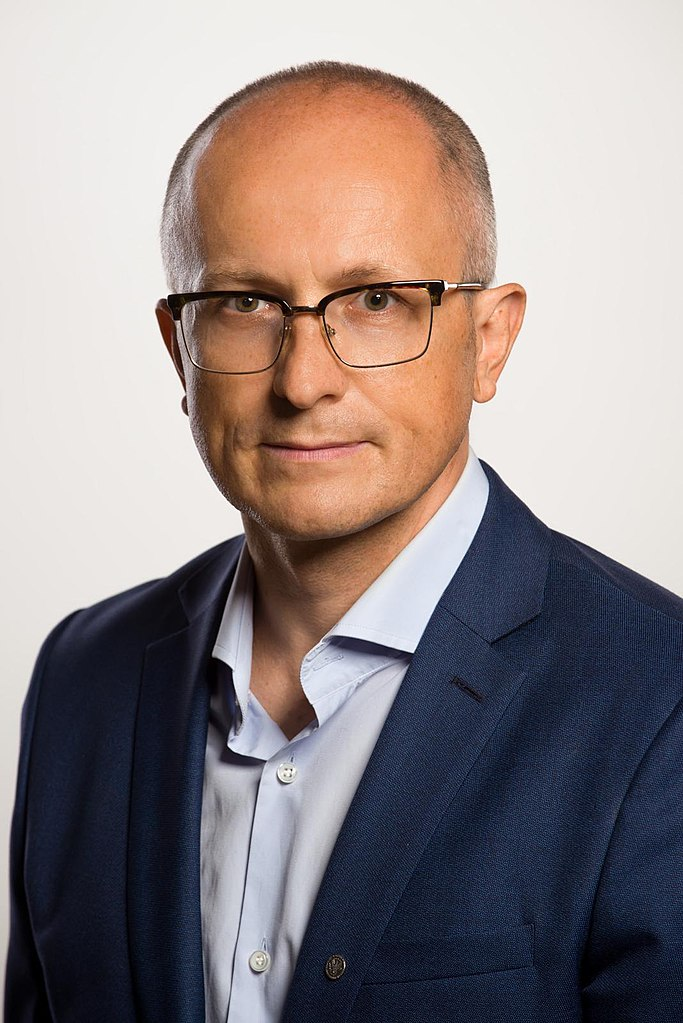
Maciej Ganczar, 2020

Maciej Ganczar (* 19. Januar 1976 in Łódź) ist polnischer Literaturwissenschaftler, Germanist, Literaturübersetzer und Verfasser von Lehrwerken für Fremd- und Fachsprachen.

## Leben
Maciej Ganczar wurde 1976 in polnischen Łódź geboren und verbrachte seine Kindheit und Jugend in Piotrków Trybunalski. Er studierte Germanistik an der Pädagogischen Hochschule in Częstochowa, an der Universität Stettin und schließlich an der Schlesischen Universität in Katowice, wo er im Jahr 2007 promoviert wurde.
Seit 2001 unterrichtete er an mehreren Hochschulen, darunter an der Warschauer Universität, der Medizinischen Akademie in Warschau (heute: Warschauer Medizinischen Universität) und an der Università del Salento in Lecce (Italien). Heute ist er Leiter des Lehrstuhls für Moderne Sprachen und Kulturen an der Akademie für Finanzen und Wirtschaft „Vistula“ in Warschau sowie Gutachter von Lehrwerken am Polnischen Bildungsministerium.
Ganczar ist seit mehreren Jahren als Herausgeber von deutschsprachigen Dramen und als Literaturübersetzer tätig. Er übertrug unter anderem die Dramen von Marc Becker, Wilhelm Genazino, Kerstin Specht, Lukas Holliger, Wolfgang Sréter, Andrea M. Schenkel, Max Frisch, Rolf Hochhuth, Ödön von Horváth, Arthur Schnitzler und Hermann Broch ins Polnische.
Seit 2011 ist er Mitglied des Internationalen Arbeitskreises Hermann Broch in Washington, D.C. Im selben Jahr wurde er zum Vorsitzenden des Verbandes Polnischer Literaturübersetzer gewählt. Im Jahre 2016 wurde er mit der Medaille der Kommission für nationale Bildung ausgezeichnet.

## Werke

### Lehrwerke
- Słownik medyczny angielsko-polski i polsko-angielski (Englisch-polnisches, polnisch-englisches Medizinwörterbuch), Warszawa: Medipage 2016.
- Historia literatury austriackiej (Geschichte der Literatur Österreichs), Warszawa: PWN 2016.
- Romantische Künstlerfiguren in der Prosa von Peter Härtling, Frankfurt am Main: Peter Lang 2015.
- Niemiecki w praktyce ratownika medycznego (Deutsch für Rettungsdienstwesen), Warszawa: PZWL 2011.
- Hörverstehen. Podręcznik do nauki rozumienia ze słuchu + CD, Warszawa: Poltext 2010.
- Deutsch für Krankenpflege und Hebammenkunde + CD, Warszawa: PZWL 2010.
- English for Business + CD, Warszawa: Poltext 2009.
- Prawo. Język niemiecki. Ćwiczenia i słownictwo specjalistyczne (Jura. Deutsche Fachsprache in Übungen), Warszawa: Hueber Polska 2009.
- Jak pisać po niemiecku? (Wie schreibt man auf Deutsch?), Warszawa: Langenscheidt 2008.
- Kreuzworträtsel, Warszawa: Poltext 2008.
- Medycyna. Słownik kieszonkowy polsko-niemiecki, niemiecko-polski (Medizin. Deutsch-polnisches, polnisch-deutsches Taschenwörterbuch), Warszawa: Hueber Polska 2008.
- Lexical Compendium. Media, Warszawa: Poltext 2007.
- Lexical Compendium. Politics, Warszawa: Poltext 2007.
- Medycyna. Język niemiecki. Ćwiczenia i słownictwo specjalistyczne (Medizin. Deutsche Fachsprache in Übungen), Warszawa: Hueber Polska 2007.
- Fachsprache Wirtschaft, Poznań: LektorKlett 2007.
- Lexical Compendium. Sport, Warszawa: Poltext 2006.
- Lexical Compendium. Tourism, Warszawa: Poltext 2006.
- Repetytorium leksykalne. Język niemiecki, Poznań: LektorKlett 2006.

### Herausgeberschaften
- Jeszcze raz o starości z chorobą. On Ageing and Illness, One More Time, Kraków: Homini 2019 (Mitherausgeberin: Hanna Serkowska).
- Medycyna w teatrze (Medizin auf der Bühne), Kraków: Homini 2017 (Mitherausgeber: Krzysztof Rutkowski).
- Medycyna w filmie (Medizin im Film), Kraków: Homini 2017 (Mitherausgeber: Michał Oleszczyk).
- Max Frisch: Dramaty zebrane (Gesammelte Dramen), Band I u. II, Warszawa: ADiT 2016.
- Literatura piękna i medycyna (Schöngeistige Literatur und Medizin), Kraków: Homini 2015 (Mitherausgeber: Piotr Wilczek).
- Arthur Schnitzler: Dramaty wybrane (Ausgewählte Dramen), Band I u. II, Warszawa: ADiT 2014.
- Tłumacz i przekład – wyzwania współczesności. (Übersetzer und Übersetzung – Herausforderungen der Gegenwart), Katowice: ŚLĄSK 2013 (Mitherausgeber: Piotr Wilczek).
- Ödön von Horváth: Dramaty zebrane (Gesammelte Dramen), Band I u. II, Warszawa: ADiT 2012.
- Rola tłumacza i przekładu w epoce wielokulturowości i globalizacji (Rolle des Übersetzers und der Übersetzung in der Epoche der Multikulturalität und der Globalisierung), Katowice: ŚLĄSK 2012 (Mitherausgeber: Piotr Wilczek).
- Deutsche Grammatik für alle, Warszawa: Poltext 2011.
- Współczesne sztuki uznanych autorów niemieckich. Zbliżenia. Antologia (Zeitgenössische Stücke bekannter deutscher Autoren. Annäherungen. Anthologie), Band I, Warszawa: ADiT 2010.
- Współczesne sztuki młodych autorów niemieckich. Końce świata. Antologia (Zeitgenössische Stücke junger deutscher Autoren. Weltuntergänge. Anthologie), Band II, Warszawa: ADiT 2010.

### Artikel (Auswahl)
- "Lekarki" Rolfa Hochhutha na tle jego oskarżycielskiej twórczości literackiej ("Die Ärztinnen" von Rolf Hochhuth im Vergleich mit seinem literarischen Schaffen des Anklägers), in: Rolf Hochhuth: Lekarki (Ärztinnen), Warszawa: ADiT 2016, S. 5–10.
- Aspekty medyczne i rewolucyjne w dramacie Woyzeck Georga Büchnera (Medizinische und revolutionäre Aspekte im Drama "Woyzeck" von Georg Büchner), in: Literatura piękna i medycyna (Schöngeistige Literatur und Medizin), Kraków: Homini 2015, S. 121–140.
- Diagnozy wiedeńskiego lekarza albo dramaturgia Arthura Schnitzlera (Diagnosen eines Wiener Arztes oder Dramaturgie von Arthur Schnitzler), in: Arthur Schnitzler: Dramaty wybrane (Ausgewählte Dramen), Band I, Warszawa: ADiT 2014, S. 5–33.
- "Przeciw głupocie i kłamstwu", czyli dramaturgia Ödöna von Horvátha ("Gegen Dummheit und Lüge" oder Ödön von Horváths Dramaturgie), in: Ödön von Horváth: Dramaty zebrane (Gesammelte Dramen), Band I, Warszawa: ADiT 2012, S. 5–20.
- W kręgu samotności, czyli kilka słów o dramaturgii austriackiej (Im Kreis der Einsamkeit, oder Ein paar Worte zur österreichischen Dramaturgie), in: Antologia nowych sztuk austriackich autorów (Anthologie neuer Stücke österreichischer Autoren), Warszawa: ADiT 2012, S. 5–16.
- O Wolfie Wondratschku i jego Strażaku (Über Wolf Wondratschek und seinen Feuerwehrmann), in: RED 2/12 2010, S. 41–43.
- Literatura austriacka w dobie faszyzmu (Österreichische Literatur im Zeitalter des Faschismus), in: Philology issue 1, Zeszyty Naukowe 23/2009, S. 23–35.
- O Hermanie Brochu i Mowie pożegnalnej Hitlera (Über Hermann Broch und Hitlers Abschiedsrede), in: Odra nr 5/2008, S. 36–38.
- „Ich finde um zu erfinden.“ Peter Härtling im Gespräch mit Maciej Ganczar, in: Studia niemcoznawcze, Bd. XXXVII. Warszawa 2008, S. 305–308.
- Eine Studie über die Identität des Künstlers Wilhelm Waiblinger im Roman „Waiblingers Augen“ von Peter Härtling, in: W dialogu języków i kultur. Warszawa 2007, S. 313–322.
- Peter Härtlings Künstlerbiographie „Schumanns Schatten“ – das Dokumentarische und das Fiktionale, in: Studia niemcoznawcze, Bd. XXXII. Warszawa 2006, S. 527–538.
- Der Künstler E.T.A. Hoffmann im Roman „Hoffmann oder Die vielfältige Liebe“ von Peter Härtling. Vom Verarbeiten des Biographischen im literarischen Werk, in: Studia niemcoznawcze, Bd. XXXI, Warszawa 2005, S. 529–538.

### Literarische Übersetzungen (Auswahl)
- Hochhuth Rolf: Lekarki (Ärztinnen), Warszawa: ADiT 2016.
- Schnitzler Arthur: Partnerka (Die Gefährtin), in: Arthur Schnitzler: Dramaty wybrane (Ausgewählte Dramen), Band I, Warszawa: ADiT 2014, S. 417–434.
- Schnitzler Arthur: Literatura (Literatur), in: Arthur Schnitzler: Dramaty wybrane (Ausgewählte Dramen), Band I, Warszawa: ADiT 2014, S. 489–517.
- Schnitzler Arthur: Lalkarz (Der Puppenspieler), in: Arthur Schnitzler: Dramaty wybrane (Ausgewählte Dramen), Band I, Warszawa: ADiT 2014, S. 601–620.
- Schnitzler Arthur: Mężny Kasjan (Der tapfere Cassian), in: Arthur Schnitzler: Dramaty wybrane (Ausgewählte Dramen), Band I, Warszawa: ADiT 2014, S. 621–639.
- Schnitzler Arthur: Rozmowa młodego krytyka ze starym (Gespräch zwischen einem jungen und einem alten Kritiker), in: Arthur Schnitzler: Dramaty wybrane (Ausgewählte Dramen), Band II, Warszawa: ADiT 2014, S. 7–13.
- Schnitzler Arthur: Intermezzo (Zwischenspiel), in: Arthur Schnitzler: Dramaty wybrane (Ausgewählte Dramen), Band II, Warszawa: ADiT 2014, S. 15–88.
- Schnitzler Arthur: Hrabianka Mizzi albo dzień z rodziną (Komtesse Mizzi oder Der Familientag), in: Arthur Schnitzler: Dramaty wybrane (Ausgewählte Dramen), Band II, Warszawa: ADiT 2014, S. 89–122.
- Schnitzler Arthur: Godzina prawdy (Stunde der Erkenntnis), in: Arthur Schnitzler: Dramaty wybrane (Ausgewählte Dramen), Band II, Warszawa: ADiT 2014, S. 369–398.
- Schnitzler Arthur: Wielka scena (Große Szene), in: Arthur Schnitzler: Dramaty wybrane (Ausgewählte Dramen), Band II, Warszawa: ADiT 2014, S. 399–440.
- Schnitzler Arthur: Święto Bachusa (Das Bacchusfest), in: Arthur Schnitzler: Dramaty wybrane (Ausgewählte Dramen), Band II, Warszawa: ADiT 2014, S. 441–468.
- Horváth Ödön von: Pod pięknym widokiem (Zur schönen Aussicht), in: Ödön von Horváth: Dramaty zebrane (Gesammelte Dramen), Band I, Warszawa: ADiT 2012, S. 23–90.
- Horváth Ödön von: Głową w mur (Mit dem Kopf durch die Wand), in: Ödön von Horváth: Dramaty zebrane (Gesammelte Dramen), Band I, Warszawa: ADiT 2012, S. 415–486.
- Horváth Ödön von: Wieś bez mężczyzn (Ein Dorf ohne Männer), in: Ödön von Horváth: Dramaty zebrane (Gesammelte Dramen), Band II, Warszawa: ADiT 2012, S. 257–330.
- Genazino Wilhelm: Dobry Boże, spraw, żebym oślepł. Dramaty (Lieber Gott mach mich blind). Dramen, Warszawa: ADiT 2011. [pol. UA: 3. November 2012, Polnischer Hörfunk Zweites Programm, Regie Maciej Wojtyszko].
- Broch Hermann: Rozgrzeszenie. Z powietrza wzięte. Dramaty (Die Entsühnung. Aus der Luft gegriffen. Dramen), Warszawa: ADiT 2010.
- Becker Marc: Końce świata (Weltuntergänge). ADiT, [pol. UA: 16. März 2012, Theater HOTELOKO, Regie Karolina Kirsz].
- Becker Marc: My w finale (Wir im Finale), ADiT.
- Broch Hermann: Ostatni wybuch manii wielkości. Mowa pożegnalna Hitlera (Letzter Ausbruch eines Großenwahnes: Hitlers Abschiedsrede), in: Odra Nr. 5/2008, S. 39–44.
- Wondratschek Wolf: Strażak (Der Feuerwehrmann), in: RED 2/12 2010, S. 44–49.